# Семь Футов (яхт-клуб)

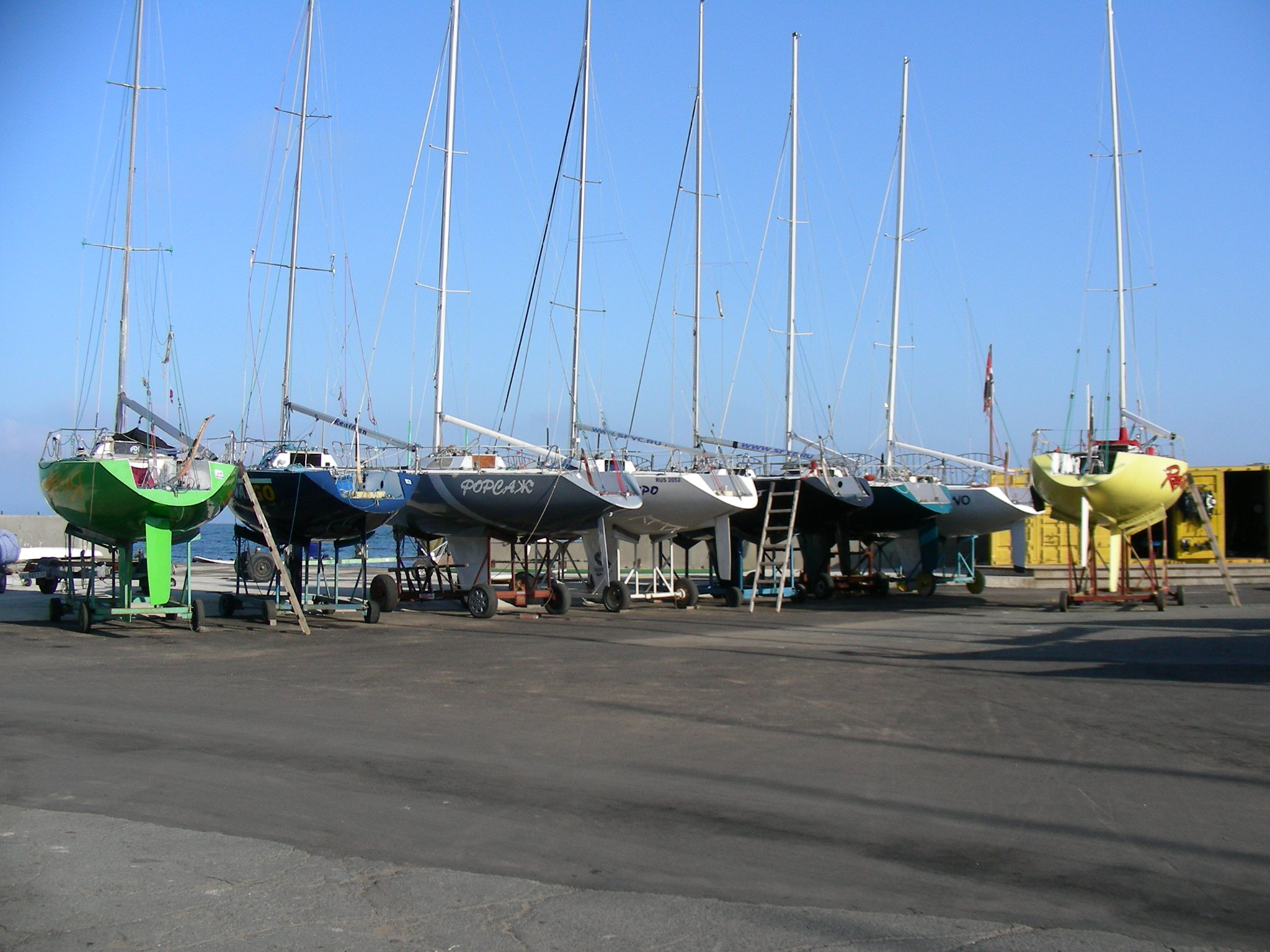
Яхты класса «Конрад-25» в яхт-клубе

«Семь Фу́тов» — яхт-клуб во Владивостоке, крупнейший по численности на Дальнем Востоке России. Объединяет более 400 взрослых спортсменов и около 110 учащихся детско-юношеской парусной секции. Клубу принадлежит около 150 швертботов и более 70 крейсерских яхт. Марина яхт-клуба считается самой современной в России.
Создан в 2000 году на базе яхт-клуба добровольного спортивного общества (ДСО) объединения профсоюзов «Труд». Основатель и командор клуба — Михаил Ильич Ермаков, вице-президент Всероссийской федерации парусного спорта (ВФПС) с 2000 года, президент Федерации парусного спорта Приморского края с 2005 года.

## Крупнейшие парусные гонки
Яхт-клуб ежегодно проводит 6 регат, в том числе:
«Кубок Семь Футов» (2nd grade, ISAF) — международная регата (матч-рейс) 2-й категории.
На базе яхт-клуба ФПС Приморского края ежегодно проводит ещё 13 регат, в том числе:
«Кубок залива Петра Великого» — Всероссийская парусная регата (статус Чемпионата России с 2003 года).
В июле 2015 года яхт-клуб «Семь Футов» принял финал проводимой раз в 2 года международной регаты, впервые прошедший в России и ставший для российских яхтсменов крупнейшим событием года:
«Гранд Финал Кубка Наций 2015» (1st grade, ISAF) — матч-рейс уровня Чемпионата мира.